# Kernkraftwerk Bruce
 Bruce ist das leistungsstärkste Kernkraftwerk Kanadas. Es befindet sich in der Nähe der zur Gemeinde Kincardine gehörenden Ortschaft Tiverton in Ontario. Das Kraftwerk erhielt seinen Namen vom Bruce County, in welchem es sich befindet.
Das Kraftwerk wurde in verschiedenen Bauphasen zwischen 1970 und 1987 vom kanadischen Staatsbetrieb Ontario Hydro gebaut. Seit Mai 2001 betreibt Bruce Power, ein privates Konsortium, das Kernkraftwerk. Mit seinen acht CANDU-Reaktoren und 6272 MW netto bzw. 6738 MW brutto gehört das Kraftwerk zu den größten der Welt. Auch flächenmäßig ist das Kraftwerksgelände groß – etwa 932 Hektar (2300 acre) werden von ihm beansprucht.
In der Umgebung des Kernkraftwerkes befindet sich auch das stillgelegte Kernkraftwerk Douglas Point, in dem sich eine Vorgängerversion des CANDU-Reaktors befindet.

## Betrieb
Die Blöcke 3 und 4 wurden 2003 bzw. im Januar 2004 nach einem längeren Stillstand wieder in Betrieb genommen.
Bruce Power und die Provinzregierung Ontarios verkündeten im Herbst 2005, die beiden 1997 und 1995 stillgelegten Reaktoren 1 und 2 zu sanieren. Damit wird der ansteigenden Energienachfrage Ontarios Rechnung getragen. Für die Wiederinbetriebnahme von Bruce 1 und 2 mussten unter anderem die rund 500 Druckröhren, in denen sich die Brennelemente befinden, ausgetauscht werden. An Block 1 waren diese Arbeiten zum Jahreswechsel 2008/2009 weitgehend abgeschlossen. 2011 wurden die Vorbereitungen zum Wiederanfahren der Blöcke 1 und 2 getroffen. Im Zuge der Erhöhung der Kapazität der Kernkraft in Ontario und einer ebenfalls stattfindenden Erhöhung der Kapazität der Gaskraftwerke gelang es mit der Außerbetriebnahme des Kohlekraftwerks Nanticoke den Kohleausstieg für die Provinz im Jahre 2014 zu vollenden.
Nachdem Kanadas Atomsicherheitsbehörde im März 2012 für den Block 2 grünes Licht gegeben hatte, trat ein Leck im Moderator-System auf, sodass der Reaktor wieder heruntergefahren werden musste.
Am 19. September 2012 wurde Block 1 wieder in Betrieb genommen, am 16. Oktober 2012 folgte Block 2. Die Blöcke sollen bis ins Jahr 2043 betrieben werden. Der Betreiber plant, die Blöcke 3 bis 8 zwischen den Jahren 2020[veraltet] und 2033 für einen Zeitraum von jeweils etwa drei Jahren herunterzufahren, um eine Generalüberholung vorzunehmen. Ziel der Maßnahmen ist der Weiterbetrieb der Anlage bis ins Jahr 2064.

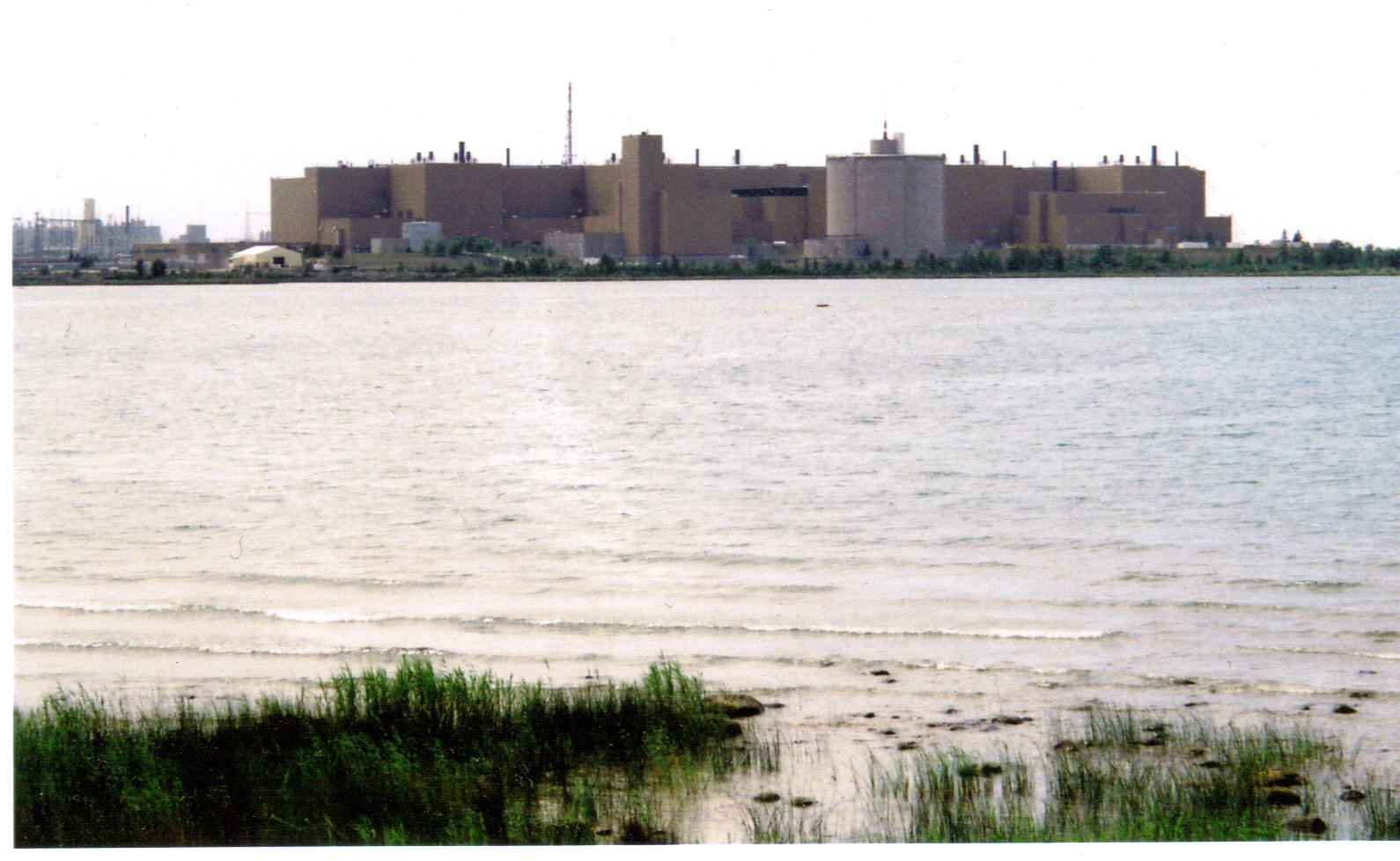
Reaktorbereich A

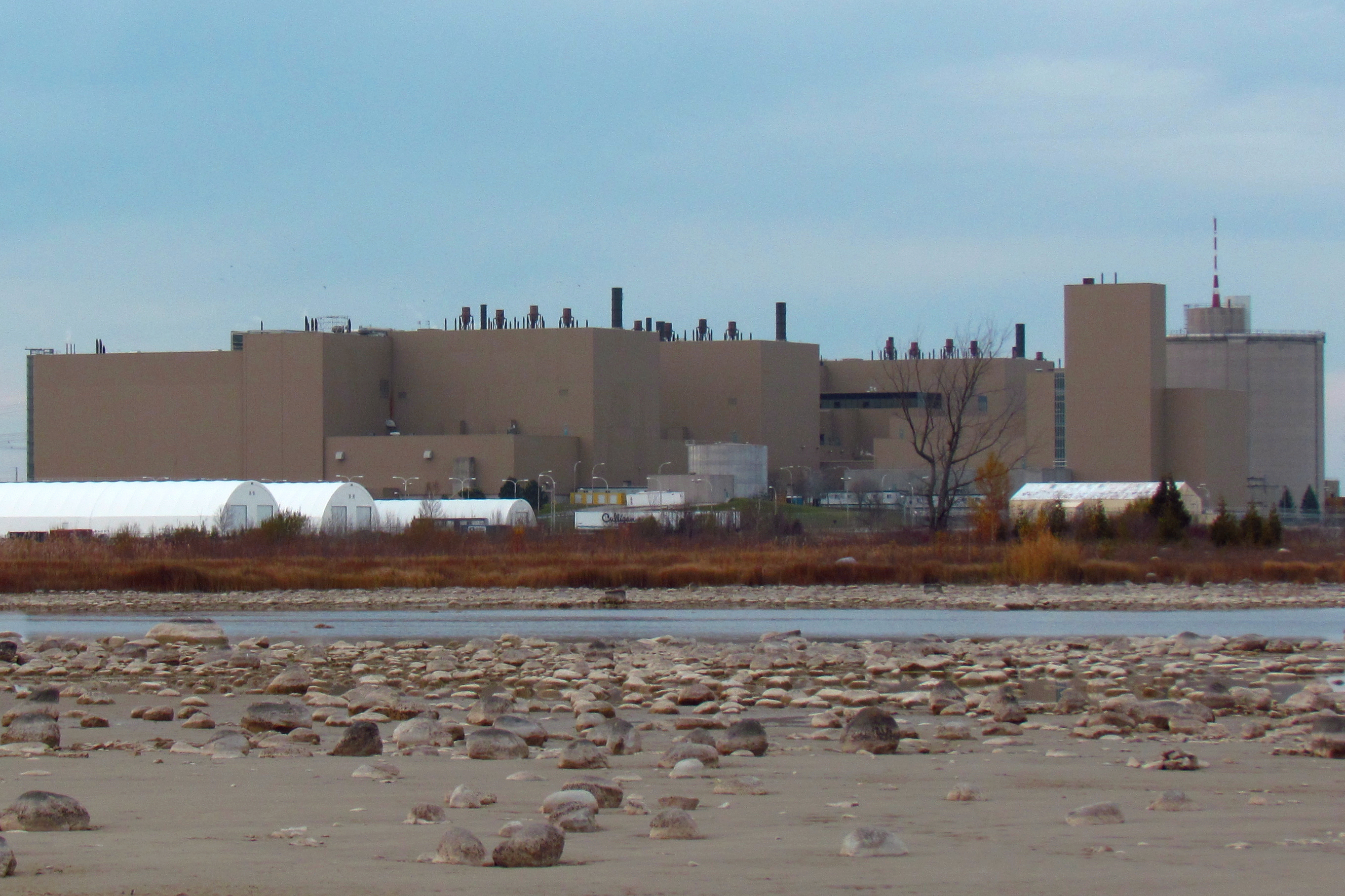
Kernkraftwerk Bruce

Wie alle CANDU-Reaktoren wird auch das Kraftwerk am Standort Bruce mit nicht angereichertem Urandioxid-Brennelementen betrieben. Um trotz des dabei verhältnismäßig niedrigen Abbrandes einen ökonomischen Betrieb zu erlauben, wird der Brennstoff im laufenden Betrieb getauscht. Bei Leichtwasserreaktoren erfordert der Austausch von Brennstoff ein Herunterfahren des Reaktors.

## Daten der Reaktorblöcke
Das Kernkraftwerk Bruce hat insgesamt acht Blöcke:
| Reaktorblock | Reaktortyp  | Netto- leistung | Brutto- leistung | Baubeginn  | Netzsyn- chronisation | Kommer- zieller Betrieb | Abschaltung                                     |
| ------------ | ----------- | --------------- | ---------------- | ---------- | --------------------- | ----------------------- | ----------------------------------------------- |
| Bruce A      |             |                 |                  |            |                       |                         |                                                 |
| Bruce-1      | CANDU-791   | 772 MW          | 824 MW           | 01.06.1971 | 14.01.1977            | 01.09.1977              | (2043 geplant)                                  |
| Bruce-2      | CANDU-791   | 772 MW          | 824 MW           | 01.12.1970 | 04.09.1976            | 01.09.1977              | (2043 geplant)                                  |
| Bruce-3      | CANDU-750 A | 730 MW          | 805 MW           | 01.07.1972 | 12.12.1977            | 01.02.1978              | (Generalüberholung 2022–2026 geplant)[veraltet] |
| Bruce-4      | CANDU-750 A | 730 MW          | 805 MW           | 01.09.1972 | 21.12.1978            | 18.01.1979              | (Generalüberholung 2025–2027 geplant)           |
| Bruce B      |             |                 |                  |            |                       |                         |                                                 |
| Bruce-5      | CANDU-750B  | 817 MW          | 872 MW           | 01.06.1978 | 02.12.1984            | 01.03.1985              | (Generalüberholung 2026–2029 geplant)           |
| Bruce-6      | CANDU-750B  | 817 MW          | 891 MW           | 01.01.1978 | 26.06.1984            | 14.09.1984              | (Generalüberholung 2020–2023 geplant)[veraltet] |
| Bruce-7      | CANDU-750B  | 817 MW          | 872 MW           | 01.05.1979 | 22.02.1986            | 10.04.1986              | (Generalüberholung 2028–2031 geplant)           |
| Bruce-8      | CANDU-750B  | 817 MW          | 845 MW           | 01.08.1979 | 09.03.1987            | 22.05.1987              | (Generalüberholung 2030–2033 geplant)           |